# Ordination
 (mai 2020).
Pour les articles homonymes, voir Ordre.

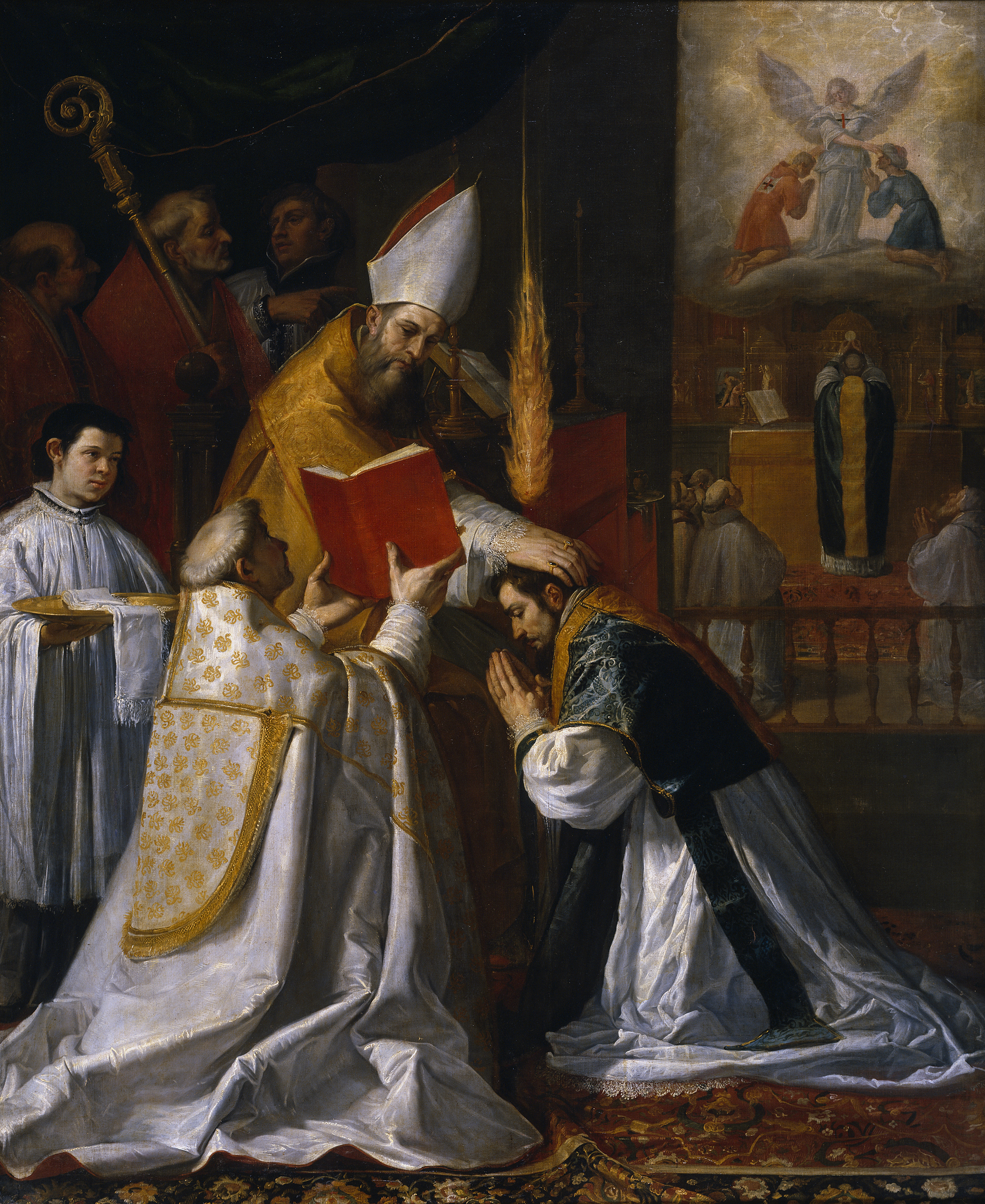
Ordination et première messe de Jean de Matha, par Vicente Carducho, musée du Prado.

Dans plusieurs religions, l'ordination (du latin ordinatio, « intégration dans un ordo », c'est-à-dire dans un corps constitué ») est un acte par lequel une personne devient membre du clergé ou, si elle en est déjà membre, gravit la hiérarchie de ce clergé.
Le signe distinctif de cette cérémonie est souvent l'imposition des mains.
Une cérémonie d'ordination peut concerner plusieurs personnes simultanément.

## Dans l'Église catholique

### Présentation générale
Dans le catholicisme, cet acte confère le sacrement du sacerdoce, appelé « sacrement de l'ordre ». Celui qui confère ce sacrement — un évêque — est l'« ordinateur », ou le « consécrateur », celui qui le reçoit est l'« ordinand ».
Dans l'Église catholique, l'ordination est le sixième des sept sacrements, avec le baptême, la confirmation, le sacrement de pénitence et de réconciliation, l'Eucharistie, le mariage et l'onction des malades. « Les sacrements sont des signes sensibles et efficaces de la grâce, institués par le Christ et confiés à l’Église, par lesquels nous est donnée la vie divine ». Il s'agit d'une grâce actuelle de service, dite charismatique et ordonnée à la sanctification des fidèles.
En outre, l'ordination « permet d’exercer un pouvoir sacré au nom et par l’autorité du Christ pour le service du peuple de Dieu ». Elle n'est conférée qu'une fois et ne peut être « annulée » ni accordée pour une période limitée,. L'ordination est réservée aux hommes baptisés, et celle des femmes est impossible. Jean-Paul II a insisté sur ce dernier point dans sa lettre apostolique Ordinatio Sacerdotalis (1994) : « L'Église estime ne pas avoir autorité pour conférer le sacerdoce aux femmes ; cela doit être considéré ainsi définitivement par tous les fidèles. »

### Les trois degrés de l'ordre

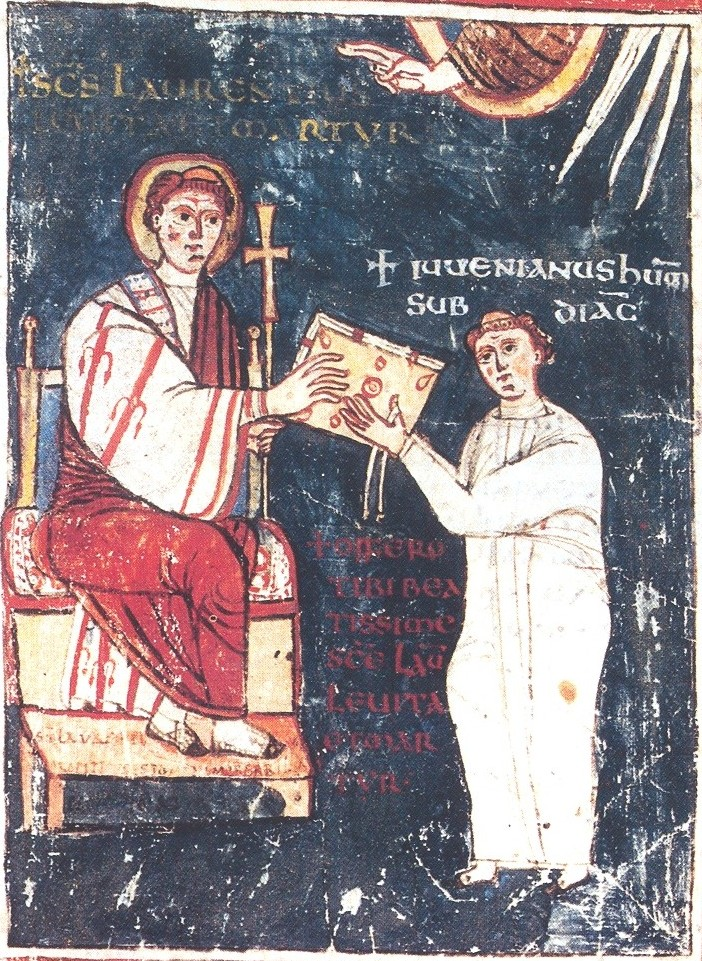
Ordination d'un diacre dans un manuscrit du IXe siècle.

L'ordination comporte trois degrés, qui ne peuvent être conférés que successivement : diaconat, puis presbytérat et enfin épiscopat.
- Les diacres sont au service de l'évêque (et non du prêtre), spécialement pour le ministère de la charité et de l'annonce « ad extra » (à l'extérieur). Par le sacrement de l'ordre, ils quittent le statut de laïc pour celui de clerc[4].
- Les prêtres sont destinés à collaborer avec les évêques, envoyés au service d'une partie du diocèse, paroisse, aumônerie ou service.
- Les évêques ont la plénitude du sacrement de l'ordre, au service d'une Église locale (diocèse ou prélature).

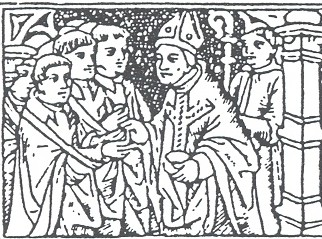
Ordination d'un prêtre selon une gravure du XVe siècle.

Ignace d'Antioche enseignait dans l'Église d'Orient qu'il faut être uni à l'évêque, à son presbyterium et aux diacres, afin d'être uni au Christ. Hippolyte de Rome distinguait, au sein des clercs de Rome, l'évêque qu'il qualifie de grand prêtre, lequel partage avec les prêtres ses pouvoirs et les diacres qui sont ordonnés à son service.
L'Église catholique latine ordonne, depuis le concile Vatican II, des « diacres permanents », qui ne sont pas destinés à devenir prêtres ; les Églises catholiques orientales et les Églises orthodoxes l'ont toujours fait.
Contrairement aux Églises orientales et orthodoxes, l'Église latine n'élève pas, par principe, d'hommes mariés au presbytérat, mais le pape peut accorder une dispense et intégrer en son sein des prêtres mariés convertis issus d'autres Églises. Mais elle n'appelle à l'épiscopat que des prêtres, célibataires (veufs éventuellement). Le célibat des évêques et des prêtres est un signe de la vie sacerdotale à laquelle ils sont consacrés. L'Église catholique latine n'a plus ordonné d'hommes mariés évêques depuis le haut Moyen Âge[réf. nécessaire]. Dans les années précédentes, le canon 33 du concile d'Elvire, réuni en 306-312, semble être la loi la plus ancienne en Occident à imposer aux évêques, aux prêtres et aux diacres déjà mariés de s'abstenir de leurs épouses et d'engendrer des enfants, faute de quoi ils seraient chassés du rang des clercs, et le pape Sirice dans sa lettre à Himère de Tarragone de 385 reprend catégoriquement ces injonctions afin que les ministres ordonnés puissent consacrer à Dieu leurs cœurs, et leurs corps à la sobriété et à la chasteté dans les sacrifices qu'ils offrent.

### Célébrations de l'ordination
Dans tout cérémonial d'ordination de quelque degré, on distingue trois temps : 
- Les rites initiaux : il y a d'abord la présentation et l'élection de l'ordinand, l'allocution de l'évêque, l'interrogatoire de l'ordinand, les litanies des saints. Tout cela atteste que le choix du candidat s'est fait conformément à l'usage de l'Église et préparent l'acte solennel de la consécration.
- Puis l'ordination proprement dite, l'imposition des mains en silence par l'évêque sur la tête de l'ordinand ainsi que la prière consécratoire spécifique au degré de l'ordre demandant à Dieu l'effusion de l'Esprit Saint et de ses dons de grâce appropriés[CEC 6].
- Et enfin des rites complémentaires qui viennent exprimer et achever d'une manière symbolique, le mystère qui s'est accompli [CEC 7].

#### Ordination épiscopale

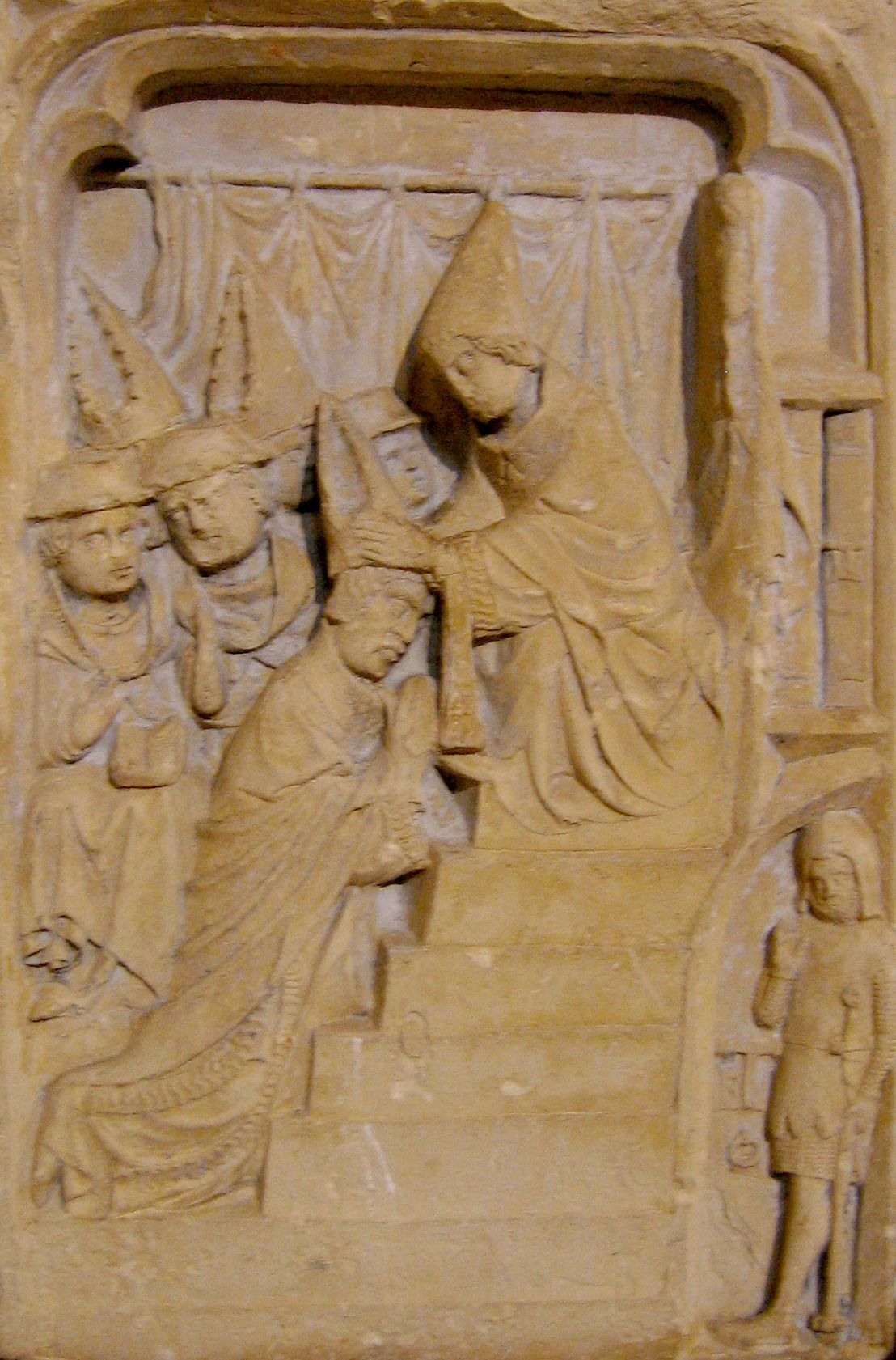
Ordination épiscopale, représentation du XIVe siècle.

Les rites annexes de l'ordination épiscopale sont, à côté des initiaux faisant intervenir la litanie des saints ceux succédant à l'imposition des mains et la prière consécratoire implorant l'Esprit Saint, l'onction du saint chrême, signe de l'onction spéciale de l'Esprit saint, puis la remise du livre des Évangiles, de l'anneau épiscopal, de la mitre et de la crosse, signes de sa future mission apostolique, et enfin celle de la patène et du calice destinés au sacrifice eucharistique.
« La consécration épiscopale, en même temps que la charge de sanctifier, confère aussi des charges d'enseigner et de gouverner. (…) En effet (...) par l'imposition des mains et par les paroles de la consécration, la grâce de l'Esprit Saint est donnée et le caractère sacré imprimé, de telle sorte que les évêques, d'une façon éminente et visible, tiennent la place du Christ Lui-même, Maître, Pasteur et Pontife et agissent comme Sa personne (in Eius persona agant) ».
Chaque évêque a non seulement la charge pastorale du diocèse qui lui a été attribué, mais est aussi, en qualité de légitimes successeurs des apôtres responsables de la mission apostolique de l'Église, et ce, collégialement et en union avec le pape.

#### Ordination presbytérale

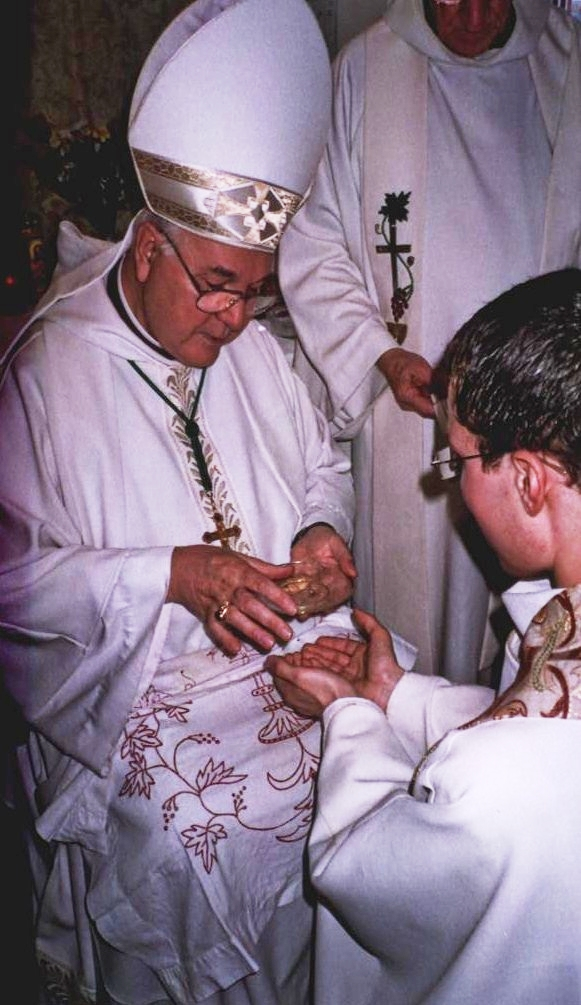
Onction d'huile sur les mains d'un prêtre nouvellement ordonné.

« L’onction de l’Esprit Saint marque le prêtre d’un caractère spirituel indélébile ; elle le configure au Christ-prêtre et le rend capable d’agir au nom du Christ-Tête. Coopérateur de l’ordre épiscopal, il est consacré pour annoncer l’Évangile, célébrer le culte divin, surtout l’Eucharistie, dont il tire la force pour son ministère, et pour être le pasteur des fidèles ».
La charge du prêtre s'exerce par excellence dans la messe où tenant la place du Christ il offre le sacrifice unique de celui-ci, dont tout le ministère sacerdotal tire sa force.

#### Ordination diaconale
« Le diacre, configuré au Christ serviteur de tous, est ordonné pour le service de l’Église. Sous l’autorité de son évêque, il exerce ce service dans le cadre du ministère de la Parole, du culte divin, de la charge pastorale et de la charité ».
Pour l'ordination d'un diacre, seul l'évêque impose les mains au candidat. Après l'imposition des mains et la prière consécratoire, il y a une remise du livre des Évangiles au diacre qui vient de recevoir mission d'annoncer l'Évangile du Christ. Il est aussi revêtu de l'étole diaconale et de la dalmatique, insignes de son service. Par l'ordination, le diacre permanent reste dans l'état où il a été ordonné : célibataire ou marié. Un diacre célibataire ne peut se marier ; un diacre marié qui devient veuf ne peut se remarier, sauf dispense. Trois cas sont prévus par la circulaire de juin 1997 pour ladite dispense : 1°) la grande utilité du ministère louablement exercé par le diacre en faveur de son diocèse ; 2°) la présence d'enfants de jeune âge, ayant besoin d'être entourés de soins maternels ; 3°) la présence de parents ou de beaux-parents âgés, ayant besoin d'assistance .

### Ordres majeurs et mineurs
Au sein du clergé, on distinguait avant le concile Vatican II les « ordres mineurs » et des « ordres majeurs ». Les ordres mineurs comprenaient les degrés suivants : portier, lecteur, exorciste, acolyte. Avant l'entrée en vigueur du Code de droit canonique de 1917, on pourrait devenir cardinal sans avoir reçu les ordres majeurs. Ainsi, Ferdinand d'Autriche fut nommé cardinal à l'âge d'environ 10 ans. En effet les ordres mineurs pouvaient être conférés à des enfants encore plus jeunes.
Depuis le concile Vatican II, le sacrement de l'ordre ne compte que trois degrés : diaconat, presbytérat et épiscopat. Le sous-diaconat et les ordres mineurs ne sont plus mentionnés.

## Dans l'Église orthodoxe
Dans l'Église orthodoxe, l'ordination est le sacrement (ou saint mystère) des Saints Ordres. Les mots grecs utilisés pour l'ordination sont cheirotonia et cheirothesia, ce qui signifie « imposition des mains ». Les membres des ordres majeurs du clergé - évêque, prêtre et diacre, sont ordonnés au cours de la Divine Liturgie par l'évêque.

## Protestantisme

### Ordination ou reconnaissance des ministères des pasteurs
Après avoir terminé leurs études de théologie, les futurs pasteurs sont nommés en paroisse comme pasteurs proposants. Ce proposanat dure généralement deux ans, à l'issue desquels, si tout s'est bien passé, le candidat peut être confirmé comme pasteur de plein exercice de son église. Il est alors intronisé comme tel au cours d’une cérémonie dite de reconnaissance de ministère ou d’ordination, selon la terminologie de son Église. On parlait aussi autrefois de consécration pastorale. Cette prudence de vocabulaire s'explique par le fait que les pasteurs ne sont pas, théologiquement, différents des autres croyants selon le principe biblique du sacerdoce universel.

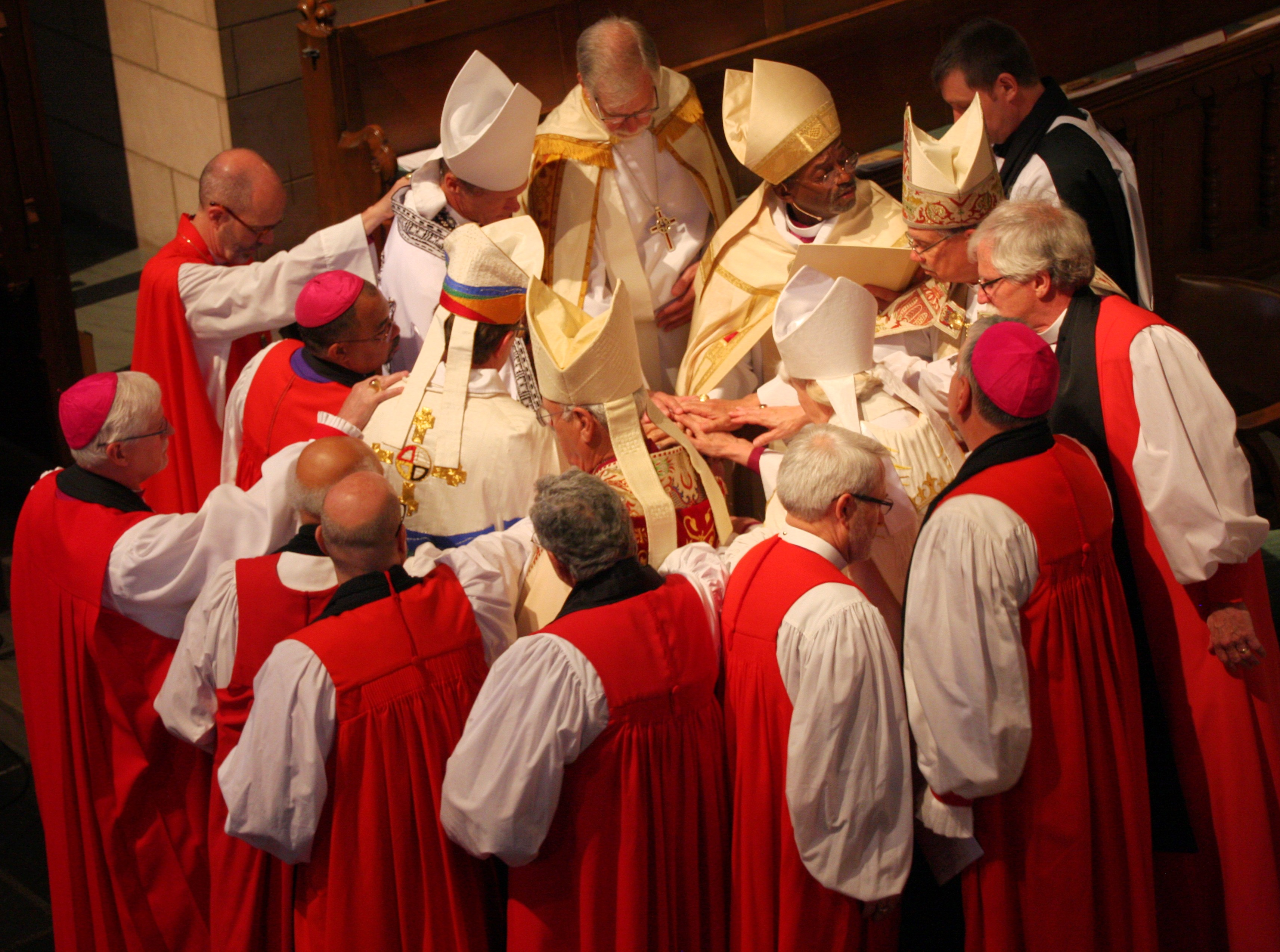
Consécration d'un évêque dans l'Église épiscopalienne.

### Épiscopat
Martin Luther a conservé la charge des évêques lors de la Réforme protestante. Elle existe toujours également dans les Églises de la confession anglicane. 

### Réception de l'ordination anglicane

#### Par les Églises orthodoxes
Au XXe siècle il y a eu des variations dans la position prise par les différentes Églises orthodoxes sur la validité des ordinations anglicanes. En 1922 le patriarche de Constantinople a reconnu leur validité, écrivant : « Les théologiens orthodoxes qui ont scrupuleusement examiné la question sont presque unanimement venus aux mêmes conclusions et ont déclaré qu'eux-mêmes acceptaient la validité des ordinations anglicanes ».
Les jugements qui ont succédé, pourtant, ont été plus sévères. Les Églises orthodoxes exigent que la doctrine soit totalement la même que la leur pour reconnaître les ordinations et, généralement, trouvent problématiques les ambiguïtés dans l'enseignement anglican et la pratique des Anglicans. C'est pourquoi, dans les faits, quand des membres du clergé anglican passent à l'orthodoxie, ils sont traités comme s'ils n'avaient pas été ordonnés et doivent être ordonnés dans l'Église orthodoxe comme de simples laïcs.

#### Par l'Église catholique
Dans sa lettre apostolique Apostolicae curae sur les ordinations anglicanes, le pape Léon XIII a estimé, en accord avec ses prédécesseurs, que « les ordinations conférées selon le rite anglican ont été et sont absolument vaines et entièrement nulles ». Ainsi est-il demandé aux évêques et prêtres anglicans qui se convertissent et veulent poursuivre leur ministère d’être ordonnés dans l’Église catholique.

### Autres références
1. ↑  Informations lexicographiques et étymologiques de « ordinateur »  dans le Trésor de la langue française informatisé, sur le site du Centre national de ressources textuelles et lexicales.
2. ↑  Le Grand Robert de la langue française : « 1. ordinateur N. m. (Relig.). Celui qui confère un ordre ecclésiastique. ».
3. ↑  Charles Journet, Entretiens sur la grâce, Suisse, Ed. Saint-Augustin-Saint Maurice, 1985, p. 63.
4. ↑  « Le diacre fait-il partie du clergé ? », sur diaconat.catholique.fr (consulté le 12 mai 2024).
5. ↑  Les Pères apostoliques, Paris, Cerf, 2001, note 18 p. 175.
6. ↑  Dictionnaire encyclopédique du christianisme ancien, vol. II, Paris, Cerf, 1990, p. 1818.
7. ↑  Denzinger, Symboles et définitions de la foi catholique, Paris, Cerf, 1996 (ISBN 2-204-05367-8), n° 116 et 119.
8. ↑  Denzinger 1996, n° 185.
9. ↑  Lumen Gentium 21.
10. ↑  Pierre Delcourt, Lettre circulaire aux ordinaires diocésains et aux supérieurs généraux des instituts de vie consacrée et des sociétés de vie apostolique : Dispense accordée aux diacres veufs pour un second mariage, Comité national du diaconat, juin 1997 (lire en ligne)
11. ↑  Michel Andrieu, « Les ordres mineurs dans l'ancien rit romain », Revue des Sciences Religieuses, vol. 5, no 2,‎ 1925, p. 232-274 (lire en ligne).
12. ↑  « Etre pasteur aujourd'hui », sur le site du Musée protestant virtuel (consulté le 10 octobre 2024).
13. ↑  (en) « The Ecumenical Patriarch on Anglican Orders » [archive du 9 juin 2007], sur ucl.ac.uk (consulté le 12 juin 2021).
14. ↑  (en) « Orthodoxy and Anglicanism », sur The Orthodox Web Site for information about the faith, life and worship of the Orthodox Church (version du 7 août 2007 sur Internet Archive).
15. ↑  Groupe des Conversations de Malines, « Section historique sur les relations entre anglicans et catholiques romains », La Documentation catholique,‎ 6 décembre 2021 (lire en ligne).
16. ↑  Denzinger 1996, n° 3315-3319.